# More Human than Human
«More Human than Human» es el segundo sencillo del álbum Astro-Creep: 2000 de la banda de metal estadounidense White Zombie. La canción también aparece en el álbum de Rob Zombie Past, Present & Future, el compilado The Best of Rob Zombie y en los álbumes de remixes Supersexy Swingin' Sounds y Mondo Sex Head.

## Música y letra
El nombre de la canción y la letra son una referencia a la novela Do Androids Dream of Electric Sheep? de Philip K. Dick, que sería adaptada al cine como Blade Runner. El título era el eslogan utilizado por la Corporación Tyrell para promocionar sus androides, conocidos como replicantes. 
Los gemidos que aparecen en la introducción del tema fueron extraídos de una película pornográfica de temática posapocalíptica llamada Cafe Flesh, dirigida por Stephen Sayadian.

## Lista de canciones del sencillo

### Primera versión
1. «More Human than Human» (LP) – 4:28
2. «More Human than Human» (The Jeddak of the Tharks Super-Mix) – 4:17
3. «Blood, Milk and Sky» (Kerokerokeroppi and the Smooth Operator Mix) – 4:20

### Segunda versión
1. «More Human than Human» (LP) 4 :28
2. «More Human than Human» (The Jeddak Of The Tharks Super-Mix) – 4:17
3. «Blood, Milk and Sky» (Kerokerokeroppi and the Smooth Operator Mix) – 4:20